# أبغرم غيوي
أبغرم غيوي هي قرية في مقاطعة كوثر، إيران. عدد سكان هذه القرية هو 47 في سنة 2006.